# Ice in the Sun
Ice in the Sun è una canzone del gruppo inglese Status Quo, uscita come singolo nel luglio del 1968.

## La canzone
Dopo l'exploit planetario ottenuto con il singolo Pictures of Matchstick Men, la Pye Records affida agli Status Quo la registrazione di questo pezzo scritto appositamente per loro dagli autori Marty Wilde (padre della famosa cantante degli anni ottanta, Kim Wilde) e dal compositore jazz Ronnie Scott.
Il lavoro della band in sala d'incisione porta alla elaborazione di un particolarissimo sound pienamente in linea con la psichedelia imperversante in quel periodo, con fraseggi musicali leggeri e trasognati ed elementi sonori singolari e originali (un plettro passato sulle corde di un pianoforte a coda).
Il brano va all'ottavo posto delle classifiche inglesi e conferma gli Status Quo apprezzati esponenti della corrente psichedelica.

## Tracce
1. Ice in the Sun - 2:10 - (M. Wilde/R. Scott)
2. When My Mind Is Not Live - 2:48 - (Parfitt/Rossi)

## Formazione
- Francis Rossi (chitarra solista, voce)
- Rick Parfitt (chitarra ritmica, voce)
- Alan Lancaster (basso, voce)
- Roy Lynes (organo, pianoforte)
- John Coghlan (percussioni)

## British singles chart
| Posizione | 50 | 33 | 26 | 22 | 17 | 17 | 11 | 8 | 14 | 18 | 25 | 36 | uscito |